# Diaea suspiciosa
Diaea suspiciosa är en spindelart som beskrevs av O. Pickard-Cambridge 1885. Diaea suspiciosa ingår i släktet Diaea och familjen krabbspindlar. Inga underarter finns listade i Catalogue of Life.